# Cecilia Maria Elisabeth de Ranitz
Cecilia Maria Elisabeth de Ranitz (1880-1970) foi uma pintora holandesa.

## Biografia
Ranitz nasceu a 2 de junho de 1880 em Utrecht. Estudou com Hendrik Maarten Krabbé, Klaas van Leeuwen e Martin Monnickendam. O seu trabalho esteve incluído na exposição e venda Onze Kunst van Heden (A Nossa Arte de Hoje) em 1939 no Rijksmuseum em Amsterdão. Foi também membro da Arti et Amicitiae e da Kunstenaarsvereniging Sint Lucas.
Ranitz faleceu no dia 9 de abril de 1970 em Amsterdão.